# Взятие горы Маковка
Взя́тие горы́ Ма́ковка (Маку́вка) — эпизод Первой мировой войны, наступательная операция местного значения Русской императорской армии против войск Австро-Венгерской империи весной 1915 года на Карпато-Галицийском участке фронта, целью которой было овладение господствующей высотой — горой Маковкой, являвшейся опорным пунктом австро-венгерской армии. Штурм горы закончился победой русских войск, однако стратегическая задача, поставленная перед боевым участком, — вернуть утраченную накануне деревню Козево, ради чего и была начата вспомогательная операция русских войск по взятию Маковки, — выполнена не была. Последовавшие в то же время общие неудачи русского Юго-Западного фронта вообще привели к отходу русских частей с данного участка.
Особый трагизм ситуации заключается в том, что по обе стороны линии фронта сражались преимущественно представители славянских народов — в частности, этническими украинцами были укомплектованы части Украинских сечевых стрельцов, воевавшие на стороне Австро-Венгрии, и русской 78-й пехотной дивизии. В украинской диаспоре и на независимой Украине к истории этого боя привлечено повышенное внимание.

## Общая обстановка на Карпато-Галицийском участке фронта к апрелю 1915 года
На начало апреля 1915 года 75-вёрстная линия фронта между русским XXII армейским корпусом А. Ф. Бринкена и противостоящей ему германо-австрийской Императорской Германской Южной армией (нем. Kaiserliche Deutsche Südarmee) смешанного состава, но под германским командованием (командующий — Александр фон Линзинген), шла с северо-запада на юго-восток по горному кряжу Звинин (протяжённостью 10 км, высшая точка 1109 м), далее через Козево — Тухля — Дапневец — Магура — Сенечув — Вышков и по горному хребту до Бескид Кляузе. На фронте проходили упорные бои, являвшиеся продолжением «Пасхального сражения» (нем. Osterschlacht), в ходе которого Южная армия пыталась сбить русских с карпатских перевалов и выйти на Подольскую возвышенность. Если бы ей удалось в конце апреля — начале мая 1915 года нанести поражение русскому XXII корпусу и принудить его к отступлению, то, в совокупности с германским успехом Горлицкого прорыва, могло случиться так, что весь Юго-Западный фронт генерала от артиллерии Н. И. Иванова оказался бы в окружении, а не сумел бы выйти из-под ударов 11-й армии Макензена, как то случилось в действительности.

### Русская императорская армия. Стратегические задачи
Русские 8-я армия А. А. Брусилова и левофланговые корпуса 3-й армии Р. Д. Радко-Дмитриева (армии Юго-Западного фронта) в конце марта 1915 года начали широкомасштабное наступление с целью преодоления Карпат и глубокого вторжения на Венгерскую равнину. На Стрыйском направлении инициатива, однако, продолжала оставаться в руках у австро-германского командования, которое теснило войска русской 9-й армии, ослабленные непрекращающимися трёхмесячными боями. Здесь 5 (18) апреля 1915 года для усиления русской группировки была сформирована новая 11-я армия. Её образовали выделенные из состава 9-й армии XVIII и XXII армейский корпуса и части прежней 11-й (Осадной) армии, переброшенные в Карпаты после взятия Перемышля. После этого силы сторон на данном участке фронта практически выровнялись между собой, а линия фронта стабилизировалась. Но даже в этих условиях наличных сил корпуса едва хватало для сковывания и сдерживания наступательного порыва противника.
Командующим 11-й армией был назначен генерал от инфантерии Д. Г. Щербачёв. Согласно боевому расписанию, на день формирования армия насчитывала 84 батальона, 14 ½ сотен, 164 пулемёта, 29 артиллерийских батарей (151 лёгкое полевое орудие, 44 горных и 12 тяжёлых орудий), 23 артиллерийских парка, инженерные и технические части. Основная часть этих сил входила в состав XXII армейского корпуса. На ту же дату корпус насчитывал: 64 батальона, 6 сотен, 115 пулемётов, 14 батарей (78 лёгких, 30 горных, 8 тяжёлых орудий), 14 парков, 3 ½ инженерные роты. Корпус практически единолично прикрывал важное Стрыйское направление и потому сохранял значительную оперативную самостоятельность. Задачей корпуса являлось удержание противника:69.
В Русской армии уже вовсю ощущался «снарядный кризис» — батареям редко разрешалось расходовать более чем десять снарядов на орудие в день. Это сильно контрастировало с мощной артиллерийской поддержкой, которую оказывала австро-германская артиллерия действиям своей пехоты.

### Императорская и королевская армия Австро-Венгрии. Стратегические задачи
Германское командование на Восточном фронте было занято подготовкой намеченной на начало мая 1915 года стратегической наступательной операции на фронте русской 3-й армии в Западной Галиции на участке Горлице — Тарнов (позже получившей название Горлицкого прорыва), призванной сокрушить русский южный фланг и окружить русскую группировку в Карпатах.
Австрийское командование намеревалось, отражая наступление 8-й русской армии на своём левом фланге, нанести по русским позициям в Карпатах ряд мощных ударов, отбросить русские войска за карпатские перевалы и продвинуться как можно дальше в направлении на Стрый, с целью создать угрозу Львову и, в зависимости от обстановки, действовать против левого фланга и тыла 8-й армии или же против правого фланга и тыла русских сил в Заднестровье. Главным тараном австрийцев должна была стать смешанная австрийско-германская Южная армия. Эта армия, сформированная из переброшенных в начале 1915 года из Польши трёх пехотных (1-я пехотная, 48-я резервная и 3-я гвардейская) и одной кавалерийской (5-я кавалерийская) германских дивизий и ландштурменных частей австро-венгерского корпуса генерал-майора Петера барона фон Гофмана (нем. Peter Freiherr von Hofmann), являлась наиболее боеспособным соединением на всём австро-венгерском участке Русского фронта. Это были войска, возглавлявшиеся наилучшими военачальниками и штабными специалистами Германской империи. И хотя они были сильно обескровлены предыдущими трёхмесячными кровопролитными боями, но располагали мощной артиллерией и не испытывали недостатка в снарядах, снаряжении и различной технике.
Корпус Гофмана состоял из 55-й пехотной дивизии генерал-майора Игнаца фон Фляйшмана, в которую входили 129-я и 130-я пехотные бригады, и отдельной 131-й бригады. Первый курень УСС входил в 129-ю бригаду, второй — в 130-ю. 131-я пехотная бригада генерал-майора Блума полностью состояла из маршевых частей, которые только прибыли на линию фронта. Этими частями, не распределёнными в строевые полки, которым они предназначались, австро-германское командование оперативно закрывало образующиеся бреши в обороне или усиливало отдельные участки фронта при нанесении наступательных ударов. Историк Эрнст Рутковский писал, что недостатком этих подразделений была их низкая боеспособность и моральная устойчивость. Части были укомплектованы недавними призывниками, прошедшими ускоренную военную подготовку и не имевшими особого желания воевать. Например, в начале мая 1915 года шесть рот, укомплектованные русинами и моравскими чехами, в полном составе без боя перешли на сторону русской армии. На их фоне подразделения УСС выделялись своей высокой боеготовностью и стойкостью.

## Пасхальное сражение. Ситуация вокруг горы Маковки
Гора Маковка, через которую с февраля 1915 года пролегла линия фронта, состоит из трёх вершин — северо-западной, центральной и восточной. Собственно горой Маковкой считалась как раз средняя, самая высокая вершина, отмеченная на русских картах того времени как «высота 958». В монографии австрийского историка Эрнста Рутковского (нем. Ernst Rutkowski) бои за гору, оборонявшуюся австро-венгерскими войсками, описаны как бои за «высоту 953». В начале 1915 года, отступая в ходе начавшегося германо-австрийского зимнего Карпатского наступления, русские войска смогли всё же удержать за собой восточную вершину, тогда как остальные две были заняты неприятелем ориентировочно 1 (14) февраля 1915 года. Хотя гора расположена между шоссейной (в долине реки Орява) и железной (в долине реки Опир) дорогами, соединяющими австрийский Мункач со Львовом и Стрыем, занятыми русскими, она не являлась господствующей над ними, поэтому не имела стратегического значения.
После неудачи зимнего наступления в Карпатах, 20 марта (2 апреля) 1915 года Южная армия вновь перешла в наступление на Стрыйском направлении, сосредоточив главные удары вдоль упомянутых шоссейной и железной дорог. С этого дня русские позиции в районе Маковки почти ежедневно подвергались мощному артиллерийскому обстрелу. Пасха в 1915 году совпадала по православному и западным церковным календарям и пришлась на 22 марта (4 апреля) 1915 года, поэтому данные бои в австрийской историографии получили название Пасхального сражения (нем. Osterschlacht). Спустя неделю после начала наступления, германцам удалось достигнуть ряда тактических успехов — после двухмесячных безуспешных атак на русские позиции в районе села Козево, 27 марта (9 апреля) 1915 года 41-му и 43-му пехотным полкам германской 1-й пехотной дивизии генерала Рихарда фон Конта удалось сбить русский 16-й Финляндский стрелковый полк с ключевой «высоты 943» в восточной части хребта Звинин, а Восточно-прусский 3-й гренадерский короля Фридриха Вильгельма I полк овладел другой господствующей над селом высотой — «992», причём оборонявшему высоту 237-му пехотному Грайворонскому полку было нанесено тяжкое поражение: в плен попали командир полка и 8 офицеров, а также 1500 нижних чинов, уцелело лишь 8 офицеров и 400 нижних чинов. Германцы захватили 17 пулемётов и большое количество винтовок и другого военного имущества. Русские объясняли, что данное поражение было вызвано тем, что германцы вероломно нарушили пасхальное перемирие, заключённое накануне, но, как бы там ни было, Грайворонский полк, прежде всего его командный состав, только накануне заступивший на оборону данной высоты, проявил халатность, перечеркнувшую усилия других частей XXII армейского корпуса, удерживавших данные высоты на протяжении непрекращающихся двухмесячных боёв. В те же дни австро-венгерская пехота атаковала русские позиции на восточной вершине Маковки, но все атаки были отбиты, с большими потерями для атакующих.
Спустя две недели после взятия хребта Звинин, перегруппировав свои силы и получив пополнения, австро-германцы возобновили свой натиск, добившись новых, значительных успехов: 11 (24) апреля 1915 года 1-й батальон 1-го гренадерского полка и 3-й батальон 41-го пехотного полка восточно-прусской 1-й пехотной дивизии при содействии австро-венгерских частей корпуса Гофмана и при мощной поддержке артиллерии взяли штурмом «высоту 910» и соседнюю гору Острый («высота 1026»). Положение русских войск на Стрыйском направлении сделалось угрожающим. Утрата господства над Козево, за которое велись двухмесячные непрерывные бои, имела ещё и большое морально-психологическое значение. 12 (25) апреля 1915 года командование XXII корпуса отдало приказ любой ценой добиться возвращения утраченных позиций.
Позиции австро-венгерских войск на горе Маковке в тот момент представляли выдвинутый вглубь русского фронта опорный пункт на правом фланге австро-германских сил, действовавших против Козево. Командующий XXII корпусом А. Ф. Бринкен отдал приказ колонне генерала Н. А. Обручева, действовавшей непосредственно против села Козево, вернуть господствующие над Козево высоты. Соседней, левофланговой для колонны Обручева, колонне под командованием генерала Альфтана, занимавшей позиции на восточной вершине Маковки, ставилась следующая задача: для оказания содействия колонне Обручева перейти в наступление и овладеть горой Плишка («высота 1019») и селом Головецко. Первым препятствием на пути выполнения поставленной задачи стояла гора Маковка, расположенная непосредственно к северо-востоку от горы Плишка и к востоку от села Головецко. Таким образом очевидно, что овладение горой Маковкой являлось важной, но второстепенной задачей для русских войск.

## Силы сторон накануне боёв за Маковку

### Русская императорская армия. Расположение и состав
Русские позиции проходили по горе Погар («высота 998») к северу от реки Головчанки и затем шли по восточной вершине Маковки, по горе Клева («высота 1069») и далее на восток до железной дороги в долине Опора. С марта 1915 года оборону на русской вершине Маковки и на соседней «высоте 1069» держал 311-й Кременецкий полк.
Против Маковки в апреле 1915 года действовали войска правого фланга колонны генерала Альфтана под командованием командира 2-й бригады 78-й дивизии генерал-майора М. Л. Матвеева. Войска его участка состояли из пехотных 309-го Овручского и 311-го Кременецкого полков. Нужно иметь в виду, что русские пехотные части два предшествующих штурму горы месяца участвовали в тяжёлых боях и имели в своих рядах в среднем не более половины штатного состава.
В ½ часа после полуночи 14 (27) апреля 1915 года генерал Альфтан передал из своего резерва генералу Матвееву трёх-батальонный 148-й пехотный Каспийский полк под командованием Генерального штаба полковника В. Н. Колюбакина. В 4 часа пополудни того же дня начальник штаба 78-й дивизии подполковник Соколов по летучей почте отправил Матвееву боевой приказ: «Начальник дивизии приказал с наступлением темноты в ночь с 15-го на 16-е апреля атаковать Макувку и овладеть ею во что бы то ни стало. Атака выс. 1019 назначается в ночь с 16-го на 17-е апреля. Перегруппировка должна быть закончена к утру 15-го апреля».
К вечеру того же дня каспийцы заняли позиции на горе Погар, расположенной к северу от «австрийской» Маковки, и на «русской» вершине «высоты 958». 309-й Овручский полк силой в 3 ½ батальона, передав им оборону позиций, стал готовиться к штурму Маковки. Пересменка была завершена в срок, предписанный генералом Альфтаном, но так как вести атаку в дневное время не представлялось возможным, первый штурм Маковки был назначен в ночь с 15 (28) апреля на 16 (29) апреля 1915 года.

### Императорская и королевская армия Австро-Венгрии. Расположение и состав
С самых первых дней появления австрийцев на центральной и западной вершинах Маковки они принялись укреплять свои оборонительные позиции. В дополнение к естественным препятствиям (крутые безлесые склоны горы), штурмующие части должны были иметь дело с искусственными: центральная и северо-западная вершины горы к исходу марта 1915 года были покрыты несколькими линиями окопов и проволочных заграждений, засеками, усиленными колючей проволокой, волчьими ямами, замаскированными фугасами. Сильнее всего были укреплены восточные и юго-восточные склоны горы, контактирующие с русскими позициями, слабее всего — наиболее труднопроходимые по условиям местности северные склоны. В русских документах, относящихся к периоду штурма горы, укрепления Маковки неоднократно назывались редутом, что даёт основание полагать, что на горе были возведены полноценные фортификационные земляные сооружения.
В апреле 1915 года Маковка находилась в зоне ответственности 130-й пехотной бригады 55-й пехотной дивизии австро-венгерского корпуса Гофмана:86. Командиром 130-й бригады в то время был оберст Йозеф Витошинский фон Добравола (нем. Josef Witoszynski von Dobrawola). Этот 57-летний военачальник был русином, сделавшим успешную военную карьеру в армии Австро-Венгрии. К сечевикам он относился очень доброжелательно, в ответ последние считали его «украинцем» и называли на свой лад — Осип-Михайло Доброволя-Витошинский или по данному ему ласковому прозвищу «Дзядзьо».
По воспоминаниям, оставленным сечевыми стрельцами, их курени, включённые в состав 130-й бригады, прибыли в окрестности горы Маковка 8 (21) марта 1915 года. В это же время в Легион УСС, чья численность сократилась на 2/3 его первоначального состава в результате предыдущих кровопролитных боёв, прибыло пополнение, набранное из окрестных русинских сёл; стрелецкие курени были вновь доведены до первоначальной численности в 2000 человек.
По данным австро-венгерских источников, на 18 апреля (1 мая) 1915 года боевое расписание 130-й бригады выглядело следующим образом:
- 2 батальона маршевого полка оберст-лейтенанта Майера
- 2 батальона 35-го ландверного маршевого полка оберст-лейтенанта Альтмана
- сводный батальон пехотного полка ландштурма гауптмана Дрозда
- 2 сотни 2-го куреня Легиона украинских сечевых стрельцов.

Непосредственный гарнизон высоты Маковка, на протяжении всего времени господства на ней австрийцев, составлял сводный батальон гауптмана Дрозда. Батальон не имел номера и назывался «Ландштурменный батальон гауптмана Дрозда» (нем. Landsturmbataillon Hauptmann Drozd). Таким образом, Дрозд был «комендантом горы», как в русских войсках в то время назывались офицеры, руководившие обороной той или иной горной высоты. Его сводный батальон состоял из 7 маршевых рот 9-го и 51-го имперских и 14-го, 22-го, 24-го, 33-го и 35-го ландверных пехотных полков. По этническому составу в батальоне значительную часть составляли славяне Габсбургской монархии, но были также немцы, евреи, румыны.
Позиции австрийцев шли по северным склонам горы Плишка («высота 1019»), спускались в ущелье Цу-Головецко и вновь поднимались на «высоту 958» (центральная вершина Маковки), затем поворачивали на юго-восток и спускались в ущелье между сёлами Грабовец и Тухля и затем поднимались по южным и юго-западным склонам горы Клева («высота 1069»), главная вершина которой удерживалась русскими войсками. Село Головецко на обоих берегах Головчанки находилось в ближнем тылу австрийских позиций.
По мере развития боевых действий на горе командование корпуса Гофмана перебрасывало туда почти все общие и частные резервы: в обороне Маковки суммарно участвовало до 30 австро-венгерских рот из состава 19-го и 35-го ландверных (австрийских) полков, 1-го и 12-го гонведных (венгерских) полков, 33-го ландштурменного полка и различных маршевых и ландштурменных батальонов.

## Ход боя
Несмотря на весну, погода стояла по-зимнему холодной. В горах всё ещё лежал снег. Высота снежного покрова достигала ¾ аршина.

### Первый штурм 16 (29) апреля 1915 года
Командиру 2-й бригады 78-й дивизии 
генерал-майору Матвееву
В результате предпринятого в ночь на 16 сего апреля Овручским полком наступления на позицию противника на высоте 958 (Макувка), в настоящее время батальоны этого полка занимают следующее положение. Первый батальон, атаковавший противника на северо-восточном скате со стороны высоты 998 и речки Головчанки, под прикрытием огня своих пулемётов переправился вброд через речку, атаковав и заняв несколько рядов окопов, пройдя больше половины подъёма на высоту 958, при этом взято 90 человек пленных и два пулемёта. Третий батальон, атаковавший позицию на западной вершине высоты 958 с востока и юго-востока, вынужденный наступать по открытой местности, большую часть пути прошёл для противника незамеченным, но затем вблизи проволочных заграждений стал сильно терпеть потери от пулемётного огня противника, однако он мужественно продвигался вперёд, атаковав позицию противника, разрушил большую часть его проволочных заграждений перед своим фронтом, но был отбит.
Возобновление атаки, ввиду наступившего рассвета и больших потерь, пришлось отложить до вечера. Батальон вблизи проволочных заграждений окапывается. 4-й батальон, атаковавший противника в охват его правого фланга с юга, был встречен губительным огнём шести штук пулемётов. Три раза он возобновлял свои атаки, но каждый раз был принуждаем к отходу от окопов противника, почти уже взятых. В настоящее время он находится и окапывается в расстоянии ста — двести шагах от окопов противника. Подготовка атаки нашим артиллерийским огнём дала хотя и небольшие, но все же некоторые результаты.
Однако использовать эти результаты не пришлось в силу того, что в ответ на нашу артиллерийскую подготовку противник открыл по нашей позиции и резерву ещё более сильный и губительный огонь артиллерии большого калибра. Огнём этим была разрушена большая часть наших окопов, и составам наших батальонов, бывших на Маковке, ещё до атаки были нанесены весьма чувствительные потери. Огонь этот был настолько силён, что не представлял никакой возможности, не рискуя потерять три четверти состава рот, двинуть людей в атаку до его прекращения. Ввиду этого наступление пришлось начать лишь с наступлением полной темноты. Наше движение вперёд было очень успешным до тех пор, пока противник опять не открыл огонь своей и горной, и тяжёлой артиллерии. В расходе снарядов он не стесняется, и за двенадцать часов ночи и до сего времени громил Маковку без перерыва.
На месте бывшей нашей позиции почти не осталось целого места. Разорвавшимся внутри землянки штаба полка тяжёлым снарядом контужены я, штабс-капитан Билецкий, подпоручик Титов и три нижних чина службы связи, кроме того, убито два нижних чина и несколько раненых. Я и контуженные офицеры остались в строю, при исполнении своих обязанностей. С занимающей позицию неприятельской пехотой полк может справиться с успехом даже без подготовки артиллерийским огнём, но нужно подавить огонь тяжёлой артиллерии. Только что получено мною сведение о вынужденном опять-таки огнём этой артиллерии отходе с занятых неприятельских позиций первого батальона.
9 ½ часов утра 16 апреля 1915 г. 
Командир 309-го пехотного Овручского полка, полковник Трубников
Первый штурм Маковки 16 (29) апреля 1915 года вёлся силами трёх батальонов 309-го Овручского полка. Непосредственная диспозиция атаки была составлена командиром полка полковником М. А. Трубниковым. Он решил предпринять одновременную атаку по трём склонам горы — 1-й батальон овручцев должен был атаковать с севера, со стороны реки Головчанка; 3-й батальон — с востока, от «русской» Маковки; 4-й батальон — с юга, со стороны низины между горами Маковка и Клева. Штаб полка расположился на вершине «русской» Маковки. Заняв в течение ночи позиции для атаки, выделенные для неё войска начали её перед рассветом.
Наибольшего начального успеха добился 1-й батальон, действовавший на северном, самом крутом и поэтому наименее защищённом искусственными оборонительными сооружениями, склоне Маковки. Он смог взять первые линии окопов, 114 пленных и четыре пулемёта, но затем под прикрытием мощного артиллерийского огня противник произвёл контратаку, вынудившую русских после двухчасового упорного штыкового боя отступить обратно на исходные позиции с очень большими потерями — на исходные позиции в 1 час 30 минут дня вернулось всего 128 человек из 1-го батальона овручцев. Контратака на захваченные русскими позиции была произведена сотнями украинских сечевых стрельцов — гауптман Дрозд направил на угрожаемый участок 1-й курень атамана Гриця Коссака (сотни О. Букшованого, Р. Дудинского, З. Носковского и О. Семенюка) и половину 2-го куреня сотника Василя Дидушка (сотни О. Будзиновского, А. Мельника и одну чету из сотни О. Левицкого). Сечевики подошли к Маковке в промежуток между 4 и 6 часами утра.
Атаковавший со стороны восточной вершины Маковки 3-й батальон понёс тяжёлые потери от огня вражеской артиллерии ещё на исходных позициях. Артиллерийским огнём был накрыт штаб Овручского полка, штабные офицеры и командир полка получили контузии, что пагубно сказалось на управлении войсками. Несмотря на всё это, батальон сумел дойти до колючей проволоки противника, где его остатки и были вынуждены залечь под сильным пулемётным и артиллерийским огнём противника. С 4-м батальоном произошло примерно то же, что и с 3-м: под сильным огнём противника ему удалось дойти до линий проволочных заграждений и залечь там. Овручцам было приказано окапываться, а с наступлением темноты ставить свои проволочные заграждения.
Днём 16 (29) апреля 1915 года контуженный командир полка Трубников по приказу генерала Матвеева передал командование полком своему заместителю подполковнику Максимовичу. Потери полка в тот день составили 7 офицеров и 565 нижних чинов. После этого боя в Овручском полку оставалось: в 1-м батальоне — 352 штыка, во 2-м батальоне — 614, в 3-м батальоне — 430, в 4-м батальоне — 523. Первый штурм Маковки потерпел болезненную неудачу. Не были даже разрушены линии проволочных заграждений противника на участках атак 3-го и 4-го батальонов.

### Второй штурм 17—18 апреля (30 апреля — 1 мая) 1915 года
Генерал Альфтан в 10 ¼ часов вечера 16 (29) апреля 1915 года телеграммой отдал войскам генерала Матвеева боевой приказ этой же ночью взять гору Маковку. Приказ этот, однако, был заведомо неисполним, так как невозможно было так быстро сосредоточить необходимые для атаки свежие силы. Подполковник Максимович принял решение сосредоточить силы атакующих только на восточной стороне горы, не предпринимая попыток атаковать по северным, крутым склонам, и привлечь к атаке не только овручцев, чьи силы были обескровлены в предыдущей атаке, но и каспийцев — в итоге штурм горы 17 (30) апреля—18 апреля (1 мая) 1915 года вёлся двумя батальонами 309-го Овручского полка (1200 штыков) и 4-м батальоном 148-го пехотного Каспийского полка (500 штыков).
Всю ночь роты Овручского полка, залёгшие накануне перед проволочными заграждениями противника, занимались их разрушением. К 9 часам утра первая линия заграждений была снята на всем фронте атаки. 4-й батальон Каспийского полка, получивший приказ присоединиться к атакующим, выступил со своих позиций на «высоте 998» в 9 часов вечера 16 (29) апреля 1915 года. Переход и подъём на «русскую» Маковку заняли у него всю ночь. Он прибыл к месту сосредоточения для атаки на отведённом ему центральном участке лишь к 10 часов 20 минут утра 17 (30) апреля 1915 года. Из-за позднего подхода каспийцев начать штурм в темноте русские войска не успели. Атаку «австрийской» Маковки надо было или отложить до наступления следующей ночи, или вести в светлое время суток. В начале второго часа пополудни Максимович получил приказ атаковать. В 3 часа 15 минут начальник боевого участка докладывал начальнику 78-й дивизии: «3-й и 4-й батальоны Овручского полка и 4-й батальон Каспийского полка овладели первым рядом неприятельских окопов на Макувке; штурм длился ровно два часа, в течение коих обе стороны забрасывали друг друга ручными бомбами. Осталось овладеть центральным укреплением на вершине, куда укрылись защитники позиции. Наши части расположились в неприятельских окопах. Потери не приведены в известность, но, по-видимому, значительны».
Заняв первую линию окопов, атакующие остановили дальнейшее продвижение вперёд до наступления темноты, отдыхая и производя перегруппировку сил для последующей атаки — две роты Каспийского полка были направлены в обход южного фланга позиции противника на Маковке. В ночь на 18 апреля (1 мая) 1915 года русские войска начали атаку центрального укрепления на центральной вершине горы Маковка. Роты Каспийского полка, пытавшиеся обойти вершину с юга, в 10 часов вечера 17 (30) апреля 1915 года начали резать и валить проволочные заграждения противника, однако попали под очень меткий огонь противника, освещавшего местность ракетами. Потеряв всех своих офицеров, каспийцы отступили, в итоге пристроившись к соседнему 4-му батальону овручцев, действовавшему на левом фланге наступавших. В центре позиции австрийцев атаковали две роты каспийцев, на правом фланге — 3-й батальон Овручского полка.
Австрийцы попытались контр-атаковать русский левый фланг, но были отбиты совместными усилиями овручцев и каспийцев. В ходе этого боя, по сообщениям сечевиков, им удалось захватить 3 русских пулемёта и пленить 173-х русских солдат. Эти события замедлили начало атаки левого фланга, который начал продвигаться вперёд только перед рассветом. К этому времени правый фланг и центр, прорвав линию ограждений, приблизились к окопам противника на дистанцию 40—100 шагов, не начиная решающего приступа, в ожидании выхода на фланкирующее положение левого фланга. Преодоление мощных австро-венгерских заграждений принесло атакующим огромные потери — к этому моменту боя в атакующих батальонах осталось приблизительно по 250 человек — и отняло слишком много спасительного ночного времени — решающий штурм высоты начался уже при свете дня. Всё же русские воины, под смертельным огнём неприятеля, взяли вершину Маковки: офицеры с иконами в руках поднимали в атаку солдат, а те шли на приступ с пением «Тропаря Кресту» и криками «ура!».
В плен к русским попало 12 офицеров и 576 нижних чинов. Из них 10 офицеров и 429 нижних чинов сводного батальона капитана Дрозда, в том числе часть стрелецких сотен Мельника и Будзиновского и 2 офицера и 147 нижних чинов батальона Бема из 1-го гонведного полка. По оценке русского командования, со стороны противника в обороне Маковки в тот день участвовало не менее трёх тысяч человек.
29 апреля и 2 мая 1915 года в боях при обороне Маковки, благодаря мужеству и бесстрашию обороняющихся, штурм был отбит, атакующие отброшены назад. Бойцы исполняли свой долг презирая смерть и сохраняя выдержку. Подполковник Альтман удостоверяет: Вклад взводов Украинских сечевых стрельцов был решающим в боях за Маковку…
 
В этих боях отличился офицер-легионер Владимир Свидерский. Когда 29 апреля русские прорвали оборону с севера, он со своими воинами боролся за северную гряду и долго сдерживал напор атакующих. Когда пришло подкрепление, штурмовал захваченные позиции и отбросил врага. В дальнейшем 1 мая 1915 года при контратаке русских в боях за восточную гряду Маковки он проявил себя как отличный командир… Инициатива этого офицера была решающей в сдерживании атак противника, численность которого превосходила силы императорско-королевской армии.
Офицер-легионер Антон Артимович отличился в боях за Маковку 29 апреля и 1 мая 1915 года, вёл вверенный ему взвод с храбростью, бесстрашием, самоотверженностью. Результат — возврат утраченных позиций. Его пример достоин подражания. Было несомненным удовольствием наблюдать, как молодой офицер с вверенным ему взводом теснил врага, превышающего его числом.
В распоряжении австро-венгерского командования оставались резервы, которые были немедленно брошены в контратаку для возврата утерянной вершины. Контратаке предшествовал артобстрел утраченных австрийцами центральных позиций из тяжёлой артиллерии. Первые две контратаки, в которых со стороны австро-венгерской армии приняли участие две роты мадьярских новобранцев, 1-й курень и остатки 2-го куреня УСС, а со стороны германской — части 1-й пехотной дивизии, позиции которой находились всего в нескольких километрах к юго-западу на горе Плишка, были отбиты с большими потерями для атакующих. Как вспоминал свидетель событий сечевик Гнатевич, неопытные мадьярские новобранцы «гинули як мухи». Полковой адъютант 309-го Овручского полка в 3 часа дня направил в штаб бригады записку следующего содержания: «Доложите Командиру бригады, что Овручский полк на Маковке в тяжелом положении: нет возможности удержаться без поддержки. Немцы наступают с юга и юго-запада большими колоннами. Поддержка необходима не менее батальона. Прошу распоряжения об исправлении телефонной связи. Я лично вызывал по телефону штаб бригады около 20 минут и, хотя тяжелую батарею слышно, но со штабом бригады связи нет». Поддержки не было. Командование выдвинуло на Маковку 147-й пехотный Самарский полк под командованием полковника Д. А. Шелехова, но прибыть на новые позиции полк не успел. Между тем третья контратака принесла успех австро-венгерской армии — вершина горы была ими возвращена. Около 8-ми часов вечера 18 апреля (1 мая) 1915 года остатки русских батальонов отступили, «густо устелив поле сражения телами своих убитых» по свидетельству того же Гнатевича. Русские отошли на линию бывших проволочных заграждений противника, откуда они начали штурм горы утром того дня.

### Третий штурм 20—21 апреля (3—4 мая) 1915 года
В 11 часов 55 минут вечера 18 апреля (1 мая) 1915 года начальник штаба 78-й дивизии подполковник Соколов направил телеграмму в штаб корпуса и командующим соседних участков с описанием результатов окончившегося штурма. Телеграмма заканчивалась словами: «…С левого участка снят батальон Васильковцев и уже переброшен на Макувку. Туда же следует батальон Каспийского полка с правого фланга и прибывший батальон Самарцев. По прибытии на Макувку этих частей гора вновь будет атакована». Одновременно с этой телеграммой генерал Альфтан послал телеграмму на имя командира корпуса генерала Бринкена, в которой, напротив, писал, что имеющимися у него силами, пусть даже с передачей ему частей Самарского полка, его дивизия способна только к обороне, так как: «Макувка сама по себе позиция, которую трудно взять и трудно удержать, …является только первым шагом на пути выполнения задачи, после которого предстоит ещё овладеть выс. 1019, а значит и высотой 1032, отстоящей от первой всего на 1 версту к югу. Нет оснований предполагать, чтобы сила укреплений этих последних высот была меньшей, чем на Макувке, раз противник занимает их уже 3 месяца. После атаки Макувки от Овручского полка осталось около 600 штыков, а от 4 батальона Каспийского полка около 350 штыков. …Опыт предыдущих месяцев показал… какие громадные потери несёт наша наступающая пехота, главным образом от могущественной артиллерии противника. При этом наша артиллерия почти лишена возможности помогать своей пехоте вследствие крайнего ограничения в снарядах», а для своего перехода в наступление запрашивал два дополнительных полка из резервов.
Днём 19 апреля (2 мая) 1915 года генералу Бринкену пришлось лично прибыть в штаб 78-й дивизии для выяснения обстановки на месте. В результате личного разговора Бринкена с Альфтаном в журнале военных действий XXII корпуса появилась такая запись: «Генерал Альфтан, считая, что атака заранее осуждена на неудачу, считает наступление не только бессмысленным, но и опасным, ибо можно потерять даже и занимаемое положение. Это мнение высказано им в беседе с командиром корпуса. …Считая, что в эту минуту успех будет на стороне того, кто проявит большее упорство, командир корпуса решает вернуть контратакой утерянное». Штурм был назначен в ночь с 20 апреля (3 мая) на 21 апреля (4 мая) 1915 года. Его было решено провести одним батальоном 148-го пехотного Каспийского полка и тремя батальонами 147-го Самарского полка.
Атака началась в 4 часа утра 20 апреля (3 мая) 1915 года. генерал Матвеев приказал назначить в каждую атакующую роту по несколько нижних чинов Овручского полка, из числа уже побывавших на «австрийской» Маковке, хорошо знакомых и с местностью, и вражескими укреплениями. Это было блестящее решение. К концу светового дня, преодолевая пулемётный и артиллерийский огонь, русские пехотинцы приблизились к позициям противника на 100—120 шагов; здесь им было приказано окапываться и вновь дожидаться темноты для решающей атаки. В 16 часов 40 минут того же дня подполковник Соколов докладывал: «Мы терпим потери от артиллерийского огня противника, но в общем для такого дела наши потери умеренные, части освоились с местностью и присмотрелись к назначенным пунктам атаки». Окончательный приступ начался перед рассветом. Уже к 6-ти часам утра 21 апреля (4 мая) 1915 года штаб 78-й дивизии получил донесение о взятии Маковки. Однако бой на самой горе и на её южных и юго-западных склонах длился ещё до полудня. Как писал русский историк Каширин, мадьярские солдаты оказывали отчаянное сопротивление. Австрийский историк Рутковский, описывая этот бой, писал, что два полка русских войск атаковали волна за волной, плотными шеренгами, невзирая на тяжёлые потери. Батальон Дрозда понёс невосполнимые потери. В бой были брошены имеющиеся под рукой подкрепления, состоящие из призывников старших возрастов, которые в полном составе сдавались в плен русским, не оказывая сопротивления.
В 16 часов 21 апреля (4 мая) 1915 года из 78-й дивизии в штаб корпуса была отправлена следующая телеграмма: 

После двухдневного упорнейшего боя лихой штыковой атакой три батальона Самарского и один батальон Каспийского полка под руководством генерала Матвеева и под командованием полковника Шелехова овладели сегодня в 7 ночи высотой 958 Маковкой, представляющей собою сильнейшую, почти недоступную позицию. При этом захвачено в плен 30 офицеров, 2 врача, около 1300 нижних чинов, 8 пулеметов. Потери окончательно не выяснены. Батальон капитана Дрозда, состоявший из 6 рот, окончательно прекратил существование после двух наших штурмов (1 Овручского полка 800 пленных). Выяснилось, что после первого захвата этой высоты Овручским полком к Маковке были выдвинуты и сосредоточены остальные резервы из Рожанки, высоты 1151, Славско и Грабовеца. Помимо потерь пленными, противник понёс громадные потери убитыми и ранеными. Бросившись в беспорядке, отошел на Цу Головецко и высоту 1014 (Менчев), где начал спешно окапываться, но наша артиллерия помешала его работам. Для содействия Самарцам и Каспийцам одновременно Кременцы наступали на Грабовец и обеспечили левый фланг Самарского полка. Большие потери понёс 1-й батальон Самарского полка, в котором остался один офицер. Потери выясняются. Австрийцы широко применяли разрывные пули и обливали атакующих горящим бензином из особых аппаратов.
В этом бою русскими был зафиксирован один из первых случаев применения огнемётов — германских нем. Flammenwerfer — в бою от их губительного огня погибло около ста русских солдат, многие получили ожоги. У русских не было даже термина для их наименования. Другой крупной проблемой являлись заложенные австрийцами на склонах горы фугасы, которые продолжали уносить жизни русских солдат даже после полной победы.
Сразу же после взятия русскими Маковки в ночь с 21 апреля (4 мая) на 22 апреля (5 мая) 1915 года австрийское командование вновь бросило стрелецкие курени в контратаку, которая, однако, на сей раз была отбита. Высота 958 осталась за русскими.
Всего при атаке 21 апреля (4 мая) 1915 года на Маковке русскими было взято в плен 53 офицера, 2250 нижних чинов, 8 пулемётов со 100 ящиками пулемётных лент, несколько тысяч винтовок, много патронов и снаряжения, 100 походных вьючных кухонь, телефонные аппараты, 8 «аппаратов для обливания горящим бензином».

## Итоги боёв
Контрнаступление XXII армейского корпуса с целью возвращения прежних позиций и восстановления положения в долине села Козево не удалось:
- на главном направлении боевому участку Обручева, для поддержки действий которого и проводилась атака Маковки, так и не удалось отбить «высоту 1026» к югу от Козево.
- на вспомогательном направлении 78-й дивизии Альфтана была поставлена задача овладеть горой Маковкой 16 (29) апреля 1915 года, после чего ударить во фланг и тыл неприятеля, действующего против боевого участка Обручева. Задача была выполнена лишь 21 апреля (4 мая), причём при её выполнении были задействованы все резервы и атакующие войска понесли тяжёлые потери. Заняв, наконец, «высоту 958», войска генерала Альфтана оказались перед следующей укрепленной горой Плишка («высотой 1019»), взятие которой при имеющихся в наличии силах становилось невыполнимой задачей — в ночь с 22 апреля (5 мая) на 23 апреля (6 мая) 1915 года Каспийский, Самарский и 10-й Финляндский стрелковый полки предприняли атаку горы Плишка, которая окончилась неудачей и новыми кровавыми потерями. В оперативном отношении победа на Маковке оказалась напрасной. Обескровленные Овручский и Самарский полки были сменены на Маковке 312-м Васильковским пехотным полком.

Особый трагизм кровопролитных боёв за гору Маковку заключался в том, что друг с другом сражались преимущественно представители славянских народов. Общие потери русских войск за все три штурма Маковки составили около 3170 офицеров и нижних чинов убитыми, ранеными и пропавшими без вести:147, австрийские источники сообщали о пленении 173 солдат и взятии двух русских пулемётов. Точные потери австро-германских сил при боях за Маковку русской стороне не известны, но в любом случае они были значительными — русские не вели подсчёт тел убитого противника после овладения высотой, а после первых двух попыток овладения горой, закончившихся для русских войск неудачей, австро-венгерские войска имели время для того, чтобы похоронить своих убитых и эвакуировать раненых в тыл. По данным русского командования, при первом штурме Маковки в плен было взято 114 человек, при втором — 13 офицеров и 576 нижних чинов противника, при третьем штурме — 53 офицера и 2250 нижних чинов. Всего русскими войсками XXII армейского корпуса за неделю боёв с 14 по 21 апреля 1915 года было взято в плен около 90 офицеров, 5000 нижних чинов и 21 пулемёт противника:147. Среди взятых на Маковке пленных был будущий лидер ОУН Е. М. Коновалец. На Маковку он попал не в числе легионеров УСС, а с одним из маршевых батальонов львовского 19-го ландверного пехотного полка, в который он был призван:144.
Легион украинских сечевых стрельцов в боях за Маковку действовал умело, стойко и мужественно. Потери сечевиков составили 42 человека убитыми, 76 ранеными и до полусотни пленными (по данным, приведённым в книге «Императорско-королевский Украинский Легион. 1914—1918» Эрнста Рутковского, потери сечевиков составили 35 человек убитыми, 69 ранеными и 16 пленными). Впрочем, как писал историк Каширин, ни русское командование, ни австрийское не выделяло сечевиков в ряду прочих защитников Маковки. Австрийское командование высоко оценило заслуги коменданта Маковки в отражении второго русского штурма. За бои 16 (29) апреля—18 апреля (1 мая) 1915 года гауптман Георг Дрозд «в признание доблестного и успешного образа действий перед неприятелем» был награждён австрийским орденом Железной Короны 3-го класса с Военным отличием (нем. mit Kriegs Dekoration).
Русское командование было вынуждено остановить все наступательные действия на направлении Стрый — Мункач после успеха германо-австрийского «Горлицкого прорыва», начавшегося 19 апреля (2 мая) 1915 года, и вскоре, под давлением обстановки на правом фланге фронта, приступить к отводу войск с Карпат. Вечером 28 апреля (11 мая) 1915 года штаб 78-й дивизии получил сообщение из штаба корпуса о том, что начат отход всей 11-й армии из Карпат. Отход всего корпуса был начат на следующий день. Дивизия генерала Альфтана выступила к 12 часам ночи 29 апреля (12 мая) 1915 года. В ночь на 30 апреля (13 мая) 1915 года 312-й Васильковский пехотный полк отошёл с Маковки, а уже утром разведчиками русского арьергарда было установлено, что «высоту 958» немедленно заняли австрийцы. Гора, доставшаяся русским войскам ценой огромных потерь, была оставлена без единого выстрела девять дней спустя.

## Бой в историографии стран-участниц Первой мировой войны
В австрийской семитомной официальной истории Первой мировой войны (нем. Österreich-Ungarns Letzter Krieg) события на горе Маковке вовсе не упомянуты, как не упомянуты в ней и украинские легионеры. Бои за Маковку расценивались австрийскими историками как бои местного значения, а Украинский легион, бывший в то время частью австро-венгерской 55-й пехотной дивизии, не считался воинским формированием, заслуживающим отдельного упоминания:18.
В подробной монографии «Императорско-королевский Украинский Легион. 1914—1918» (нем. Die k.k. Ukrainische Legion 1914—1918) австрийского военного историка Эрнста Рутковского, изданной в Вене в 2009 году преимущественно по документам венского Кригсархива и излагающей историю Легиона УСС в годы Первой мировой войны, описанию боевых действий Легиона при обороне Маковки уделено всего лишь две страницы:18. Рутковский писал, что, хотя армейские оперативные сводки и умалчивали об отдельных деталях боёв, но ясно, что склоны горы стали ареной жестокого десятидневного кровопролития. Их результатом, ввиду многократного численного перевеса со стороны русских и презрения их командования к человеческой жизни, а также из-за невозможности выдвинуть на позиции тяжёлую австро-венгерскую артиллерию, способную уничтожить сосредоточения войск неприятеля, стала утрата высоты корпусом Гофмана. Украинские легионеры в ходе боёв выгодно отличались своими боевыми качествами от прочих частей, которые не имели ни боевого духа, ни умения воевать. В книге Рутковского описание боёв за Маковку приведено не в хронологическом порядке — описание финального боя (3 и 4 мая 1915 года), в котором русским войскам удалось овладеть Маковкой, предшествует описанию боя, в котором «украинцы с криками ура бросились в контратаку и отбили уже взятые позиции, взяв при этом 12 пленных» (1 мая 1915 года), чем, собственно, и оканчивается описательная часть этого боевого эпизода в истории легиона УСС в изложении Рутковского.
В первом англоязычном труде «Кровь на снегу. Зимняя война в Карпатах в 1915 году» (англ. Blood on the Snow. The Carpathian Winter War of 1915), посвящённом зимней кампании в Карпатах 1914—1915 годов, изданном в США в 2010 году, автором которого стал военный историк Грейдон Тунстолл (англ. Graydon A. Tunstall), бои за гору Маковка не упоминаются вообще:19.
Вплоть до начала XXI века российская историография Первой мировой войны не уделяла боям на горе Маковке серьёзного внимания. Воспоминаний участников боёв с российской стороны не сохранилось. В 2010 году была издана первая научная работа на эту тему — «Взятие горы Маковка: неизвестная победа русских войск весной 1915 года» военного историка В. Б. Каширина, базирующаяся на мемуарах участников событий и документов из фондов РГВИА. По мнению военного историка А. В. Ганина, данная работа явилась весомым и ценным вкладом в историографию данного эпизода Первой мировой войны и одного из проблемных сюжетов истории русско-украинских отношений.

## Бой в украинской историографии, пропаганде и политике
Бои за гору Маковка в апреле-мае 1915 года стали одним из устойчивых мифов украинской националистической пропаганды, активно используемых в конструировании государственной идеологии независимой Украины и её современной национальной идентичности. По словам историка В. Б. Каширина, антироссийские силы на Украине возвели оборону Маковки в разряд ключевого события в истории украинских вооружённых сил и их «освободительной» борьбы против русских:7, в ходе которого бойцы Украинского легиона сечевых стрельцов одержали победу над Русской армией. С этой точки зрения, бои за гору Маковка стоят в одном ряду с другими эпизодами вооружённых столкновений между украинцами и русскими — битвой при Конотопе (1659), взятием Батурина (1708), боем под Крутами (1918) и пр.
Сражавшиеся на стороне Австро-Венгрии украинские легионеры оставили об этих боях многочисленные воспоминания, которые украинская эмиграция на протяжении всего XX века активно использовала для пропаганды и героизации «подвига сечевиков», которые, в их трактовке, сражались против России ради обретения Украиной независимости. Подобная трактовка не претерпела существенных изменений со времени публикации этих воспоминаний:13—24.
На Украине вопрос о боях на горе Маковке в 1915 году и о роли в них Легиона сечевых стрельцов приобрёл особое политическое значение с обретением независимости:14, став темой многочисленных научно-исторических исследований и патриотических литературно-художественных произведений. В них утверждается, что бои за Маковку весной 1915 года имели большое стратегическое значение для всего театра войны на Карпатско-Галицийском направлении, что победа Украинского легиона над превосходящими русскими силами на горе Маковке не позволила русским войскам охватить правый фланг германской Южной армии, преодолеть Карпатские хребты на направлении Стрый — Мукачево и выйти в долины для наступления на Будапешт и Вену:14. В обзорной работе «Национальное возрождение Украины» украинского историка В. Г. Сарбея утверждалось, что в «кровопролитнейших боях» за гору Маковку, которые стали «переломом в военных операциях 1915 года», с российской стороны, кроме пехоты, была задействована тяжёлая артиллерия и конница генерала А. М. Каледина, который мечтал о захвате Маковки, «чтобы выслужиться перед Николаем II», который «как раз в те дни объезжал оккупированную русскими войсками Галичину».
В издаваемой Институтом истории Украины НАНУ «Энциклопедии истории Украины» бой за Маковку упомянут в статье, посвящённой самой горе. В ней говорится, что УСС «победоносно» сражались с 8-й русской армией под командованием А. А. Брусилова, а само повествование обрывается событиями 2 мая 1915 года: сечевики в удалой штыковой атаке опрокинули превосходящие силы русских, уже было взявших вершину горы, сбили их с позиций и отогнали за реку Головчанку. В статье о Легионе УСС сказано, что первый успех к этому формированию австро-венгерской армии пришёл «в ходе боёв на горе Маковка: 29 апреля — 3 мая 1915 года были остановлены и отброшены назад части русской армии».
Как указывает В. Б. Каширин, украинская националистическая историография и ранее предпочитала обрывать описание боёв за Маковку событиями 1—2 мая 1915 года, когда бойцам украинского легиона контратакой удалось сбить русские войска с вершины уже было захваченной горы, после чего вечером 3 мая сотни УСС были отведены с Маковки в резерв 130-й бригады. Некоторые из украинских историографов признают, что русским всё же удалось окончательно овладеть Маковкой 4 мая 1915 года, но это произошло, по их описанию, из-за слабости оборонявшихся мадьярских частей. Вот как это описано, к примеру, у Б. П. Гнатевича: «Ночью 4 мая русским удалось вдруг прорвать позиции мадьярских частей на Маковке и занять всю гору». При этом украинские историографы предпочитают замалчивать тот факт, что боевые действия за гору Маковку для легиона УСС отнюдь не завершились 3 мая 1915 года и что на следующий день, 4 мая, австро-венгерское командование вновь бросило их в контратаку, после отбития которой высота 958 окончательно осталась за русскими. Лишь в работе С. Рипецкого называются имена сечевых стрельцов, убитых и раненых во время атаки 4 мая 1915 года, — таким образом признаётся факт участия в ней Легиона УСС:132.
На Маковке в августе 1999 года был открыт мемориал-некрополь сражавшихся и погибших там сечевых стрельцов (художники отец и сын Евгений и Ярема Безниски, архитектор Василий Каменщик). 6 января 2010 года тогдашний президент Украины В. А. Ющенко подписал Указ № 5 «О мероприятиях по празднованию, всестороннему изучению и объективному освещению деятельности Украинских сечевых стрельцов» (укр. Про заходи з відзначення, всебічного вивчення та об'єктивного висвітлення діяльності Українських Січових Стрільців):13—24. В нём отмечалась важная роль Легиона УСС в возрождении национальных военных традиций, активное участие этих формирований в «украинской революции». Указ предписывал организовать, в том числе в частях вооружённых сил Украины, в апреле 2010 года — к 95-летней годовщине победы сечевых стрельцов на Маковке — ряд научных и просветительских мероприятий: патриотическую молодёжную акцию на самой Маковке, цикл теле- и радиопередач о событии, выпуск почтовой марки и конверта в память победы на Маковке (укр. перемоги на Маківці), съёмку документального фильма об Украинском легионе сечевых стрельцов. Правительству и местным органам власти Украины предписывалось рассмотреть вопрос о переименовании воинских частей и учебных заведений, ряда улиц и площадей в честь УСС:13—24. Однако на президентских выборах 2010 года Ющенко потерпел неудачу, а его преемник Виктор Янукович не реализовал указ:13—24.
Согласно Постановлению Верховной Рады Украины № 184-VIII от 11 февраля 2015 году, 100 лет со дня битвы отмечали на государственном уровне. 21 апреля Президент Украины Пётр Порошенко издал Указ «О мероприятиях по признанию деятельности Украинских Сечевых Стрельцов и 100-летию их победы на горе Маковка».

## Комментарии
1. ↑  Силы XXII армейского корпуса были подразделены на 5 боевых участков, которые в документах того времени часто назывались «колоннами» (Каширин В. Б. Взятие горы Маковка. Журнальный вариант книги историка В. Каширина «Взятие горы Маковка: неизвестная победа русских войск весной 1915 года». Регнум (2010). Дата обращения: 13 октября 2012. Архивировано 4 октября 2013 года.)
2. ↑  Русские военнослужащие называли её Козювка; Козево — в современном написании
3. ↑  Даты в статье даны по старому стилю, действовавшему в России до февраля 1918 года